# Гуровский, Мельхиор
Мельхиор (Мальхер) Гуровский (пол. Melchior (Malcher) Gurowski; около 1660—1703) — польский государственный деятель, каштелян познанский (1697—1700), каштелян гнезненский (1696—1697), каштелян мендзыжецкий (1689—1694), чашник познанский (1661—1685), староста косцянский и валецкий.

## Происхождение
Представитель мелкого польского дворянского рода Гуровских герба «Вчеле». Сын Мельхиора Гуровского, сборщика налогов и бургграфа земского познанского и Софии Хелловской.
В качестве сенатора Мельхиор принимал участие в сеймах 1690, 1696, 1697 (I) и 1697 (II).
Происходил из мелкопоместной семьи Гуровских, поселившейся в Гнезненском повете Калишского воеводства. Благодаря своей ловкости, умению находить могущественных наставников, талантам и трудолюбию он добился положения, которое позволило ему и его семье войти в высший класс среднего дворянства в XVIII веке. Начиная с него, семья Гуровских достигала сенаторского достоинства в каждом последующем поколении, и должность познанского каштеляна стала среди них наследственной. В конце XVIII века семья получила прусский графский титул.

## Жизнь и общественная деятельность
Мы ничего не знаем о юности Мельхиора. В 1668 году он представился как личный секретарь великого канцлера короны Яна Лещинского. Гуровски связался с этой магнатской семьей из Великой Польши, одной из самых влиятельных в Речи Посполитой в то время, оставаясь его клиентом в течение многих лет и получая от него помощь в своей карьере.
Около 1672 года канцлер Ян Лещинский добавил Рафаила Гуровского в помощь своему внучатому племяннику Рафаилу Лещинскому, который впоследствии стал воеводой познанским и подскарбием великим коронным, отцом короля Станислава Лещинского. Мельхиор управлял собственностью и двором Яна Лещинского, который вступал в общественную жизнь. В Всховском старосте Мельхиор Гуровский получил в аренду несколько деревень в Всховском старосте, которые были переданы Рафаилу вторым опекуном, Преславом Лещинским, и несколько других держал в залоге. Решение канцлера доказывает, что Мельхиор, вероятно, уже был зрелым и надежным человеком, имеющим заслуги перед семьей.
В 1674 году Мельхиор Гуровский сопровождал Рафала Лещинского в поездке во Францию. В Блуа, с согласия Лещинского, он присоединился к Анджею Хризостому Залускому, который путешествовал по Испании и Португалии. Краковскому канонику было поручено доставить знаки отличия Ордена Золотого руна к испанскому двору после смерти короля Михаила Корибута Вишневецкого и одновременно подать заявку в Мадриде и Лиссабоне на финансовую субсидию для борьбы с турками. Несмотря на то, что экзотическая по тем временам экспедиция не увенчалась успехом, Гуровский получил рекомендации Залуского и признание как находчивого и расчетливого человека. Он присоединился к Рафаилу в Версале и вместе с ним вернулся в Польшу.
Поддержка и работа на влиятельную семью позволили Мельхиору Гуровскому жениться в 1676 году на богатой единственной дочери Кристине, дочери Яна Пшибышевского и Анны Щуцкой. Свадьба состоялась в имении Лещинских в Смигеле, а жених и его жена получили богатую деревню Тшебины в районе Всхова. В то время он был секретарем королевским. Член Средского сеймика Познанского и Калишского воеводств на коронационном парламенте в 1676 году.
Все время сотрудничая с Рафаилом Лещинскими, он вел активную общественную деятельность. Он был членом коронационного сейма Яна Собеского в 1676 году, где он был назначен членом комиссии по демаркации границ между Великой Польшей и Бранденбургом. В следующем году он был членом вального сейма. По возвращении вместе с другими посланниками Великопольши он выразил протест в городе Познань против конституций, принятых на сейме. В 1681 году он был назначен подчашим познанским. В том же году на сеймике в Сроде он был избран одним из уполномоченных «прослушивать счета инкассаторов». Он был членом парламента в 1683 году. Депутат конституции от Великопольского воеводства 1683 года. Он был избран одним из уполномоченных по Гиберне в Великой Польше и Силезии. Он также участвовал в комиссии по переговорам о союзе с Австрией. За работу в этой комиссии он получил жалованье в 720 красных злотых от императора Леопольда I Габсбурга. После следующего сейма в 1685 году он вернулся в качестве уполномоченного по ревизии Королевского казначейства и со-упорядочиванию монеты. В том же году он получил должность старосты валецкого и в то же время отказался от должности в Познани.
В 1689 году Мельхиор Гуровский стал сенатором и был назначен королем каштеляном мендзыжецким. В 1694 году с королевского согласия он купил у Адама Абрамовского староствоы косцянское. В ноябре того же года вместе со своим защитником, который уже был воеводой Ленчицы, Рафал Лещинский приветствовал королевскую дочь, Терезу Кунегунду Собескую, к её мужу в Баварии недалеко от Познани. Вероятно, в следующем году он был произведен в каштеляны гнезненские (первые документы с его подписью в качестве каштеляна Гнезно относятся к 1696 г.).
Во время бурного междуцарствия после смерти короля Яна III Собеского его положение было настолько сильным, что Мельхиор Гуровский часто занимал другую позицию, чем Рафаил Лещинский. Варшавская конфедерация, учреждённая в августе 1696 года, назначила его и ещё нескольких сенаторов сопровождать примаса Польши в качестве интеррекса. На созыве сейма в сентябре он занимал позицию, отличную от позиции Рафаила Лещинского, неблагоприятную для вдовствующей королевы. В то время он тесно сотрудничал со своим бывшим попутчиком на Пиренейском полуострове, в настоящее время епископом Плоцким, Анджеем Златоустом Залуским. Признавая в нем большие политические и переговорные способности и веря в его умение убеждать, епископ, пытаясь примирить враждующие фракции, водил его на встречи с наиболее влиятельными представителями отдельных фракций. Мельхиор Гуровский также стал уполномоченным по переговорам с конфедеративной армией. После сорванного созыва сейма 1696 года он присоединился к генеральной конфедерации 28 сентября 1696 года. Во время парламентских выборов 1697 года каштелян мендзыжецкий вместе с воеводой калишским Станиславом Малаховским возглавил великопольских сторонников саксонского курфюрста Августа Сильного. Он поддержал избрание курфюрста Августа II Сильного в 1697 году на сейме от Калишского воеводства, подписал его pacta conventa. После двойных выборов он вышел в круг сторонников французского принца де Конти с предложением переговоров. В то время он стал одним из сенаторов-резидентов вместе со Станиславом Казимиром Домбским, епископом Куявским, сменившим примаса Польши. Его деятельность была отмечена на коронационном парламенте, где 1 октября 1697 года Август II произвел Мельхиора Гуровского в третий светский сенаторский сан Великопольского воеводства, каштеляна познанского.
Каштелян познанский был активен в пацификационном сейме 1699 года. В то время он вошел в состав налогового трибунала и на период с 1 августа по ноябрь 1699 года был назначен сенатором-резидентом короля. После этого его общественная деятельность пошла на убыль. Он умер в конце 1703 или январе 1704 года.

## Экономическая деятельность
Публичное продвижение Мельхиора Гуровского шло рука об руку с его экономическими успехами. Начав как слуга семьи Лещинских без недвижимости, он вырос почти до состояния магната. Он постоянно покупал и продавал товары, но постоянно увеличивал свое имущество. На момент своей смерти он был владельцем Тшебины, Пётровице и Кшицко-Мале в Всховской земле, Голучева, Робакова и Секерчина в калишском повете, Вомбева в косцянском повете, деревни Вышина и города Клечев с прилегающими деревни Конинского района, Годзишева и несколько небольших деревень в Поморском воеводстве. Он владел имением и площадями в Варшаве. Он занимал старосты Косцяна и Мшаны в Малой Польше. В 1695 году в своих поместьях во Всхове, Тшебинах и Петровицах он совершил беспрецедентный для того времени шаг в Польше. Он освободил крестьян от крепостной зависимости и заключил с ними договоры об аренде.

## Семья
Со своей женой Кристиной, урожденной Пшибышевской, у него были два сына (Мельхиор Иероним и Юзеф Бернард) и четыре дочери.